# Filip Dylewicz
Filip Dylewicz (* 25. Januar 1980 in Bydgoszcz) ist ein polnischer Basketballspieler. Dylewicz wurde bislang insgesamt siebenmal polnischer Meister mit vor allem Trefl Sopot, für die beziehungsweise deren Nachfolgemannschaft er mit Unterbrechungen, darunter ein Jahr in der italienischen Lega Basket Serie A, von 1997 bis 2013 spielte. Seine vorerst letzte Meisterschaft gewann der polnische Nationalspieler 2014 mit PGE Turów Zgorzelec. Er erhielt die Auszeichnung als Most Valuable Player der Play-off-Finalserie 2014, die er bereits 2008 erhalten hatte.

## Karriere
Dylewicz wuchs in den Nachwuchsmannschaften von Astoria Bydgoszcz heran und wechselte 1997 nach Sopot, die als Prokom Trefl zwei Jahre nach Vereinsgründung den Durchmarsch in die höchste Spielklasse Polska Liga Koszykówki geschafft hatten. In der Saison 2000/01 konnte sich die Mannschaft erstmals unter den Topmannschaften der Liga platzieren und erreichte in den Play-offs um den Titel noch den dritten Platz. Im als Ligapokal ausgespielten Pokalwettbewerb verteidigte man 2001 den Titelgewinn vom Vorjahr. Nach der Vizemeisterschaft 2002 wurde Dylewicz in der Saison 2002/03 an den Ligakonkurrenten Znicz aus Pruszków abgegeben, dessen professionelle Mannschaft auf dem sechsten Platz nach dem Saisonende aufgelöst wurde. Nach seiner Rückkehr erreichte Dylewicz mit Prokom Trefl, die als Hauptrundenerster 2003 erneut die Vizemeisterschaft geholt hatten, die erste Meisterschaft mit dem Verein, auf die fünf aufeinanderfolgende Titelgewinne folgen sollten. Der frühere Juniorennationalspieler Dylewicz, der 2003 auch in der polnischen Herren-Nationalmannschaft debütiert hatte, konnte dabei seine Einsatzzeiten in der polnischen Liga von durchschnittlich 15 Minuten pro Spiel 2003 bis auf durchschnittlich 28 Minuten pro Spiel 2009 steigern, obwohl für die Mannschaft zunehmend Legionäre verpflichtet wurden, um in internationalen Vereinswettbewerben konkurrenzfähig zu sein.
Im ULEB Cup 2003/04 erreichte Prokom Trefl die K.-o.-Spiele im Achtelfinale, in denen man gegen den späteren Titelgewinner Hapoel Jerusalem ausschied. Als polnischer Meister nahm man anschließend im höchstrangigen europäischen Vereinswettbewerb EuroLeague teil. In Saison 2004/05 gewann die Mannschaft von 14 Vorrundenspielen sieben und erreichte bei der Premiere gleich die Zwischenrunde der 16 besten Mannschaften, in der jedoch kein weiterer Erfolg gelang.  In der folgenden Saison konnte man diesen Erfolg nicht wiederholen und schied in einer starken Vorrundengruppe mit vier späteren Viertelfinalisten nach fünf Siegen aus. Diese fünf Erfolge reichten in der EuroLeague 2006/07 diesmal zum Einzug in die Zwischenrunde, in der man einen Sieg in sechs Spielen erzielen konnte. Nach erfolgreicher Qualifikation nahm die polnische Auswahl erstmals nach zehn Jahren Pause wieder an einem Endrundenturnier der Basketball-Europameisterschaft teil. Beim EM-Endrundenturnier 2007 verlor die Mannschaft jedoch alle drei Vorrundenspiele und schied frühzeitig aus. Nach dem Ausscheiden in der Vorrunde der EuroLeague 2007/08 reichten Trefl Sopot im veränderten Format der EuroLeague 2008/09 zwei Erfolge in zehn Spielen zum Einzug in die Zwischenrunde, in der wiederum nur ein weiterer Sieg in sechs Spielen folgte. Beim EM-Endrundenturnier 2009 im eigenen Land wurde jedoch Dylewicz vom israelischen Nationaltrainer Muli Katzurin kurz vor Turnierbeginn noch aus dem polnischen Kader gestrichen.
Nachdem Hauptsponsor Ryszard Krauze den Umzug von Prokom Trefl, die sich nunmehr Asseco Prokom nannten, nach Gdynia durchsetzte, entschied sich Dylewicz, der noch 2008 MVP der polnischen Finalserie gewesen war, zum Wechsel ins Ausland und spielte in der Saison 2009/10 beim italienischen Erstligisten A.IR. aus Avellino in Kampanien zusammen mit seinem Nationalmannschaftskameraden Szymon Szewczyk. Doch der italienische Pokalsieger von 2008 verpasste auf dem neunten Platz wegen des schlechteren direkten Vergleichs zum zweiten Mal hintereinander den Einzug in die Play-offs um die Meisterschaft. Die polnische Auswahl, in der Dylewicz wieder vertreten war, scheiterte im Sommer 2010 an der direkten Qualifikation für die EM-Endrunde 2011. Erst nach Aufstockung des Teilnehmerfeldes konnte Polen erneut teilnehmen, doch im Endrundenkader 2011 war Dylewicz nicht mehr vertreten. Er selbst war bereits nach einem Jahr in Italien nach Sopot zurückgekehrt, wo sich nach dem Umzug von Asseco Prokom unter dem alten Namen Trefl eine neue Mannschaft gegründet hatte, die per Wildcard in die höchste Spielklasse PLK gekommen war. Nach dem dritten Platz in der regulären Saison verlor Trefl die Halbfinalserie in sieben Spielen gegen PGE Turów Zgorzelec und anschließend auch die Spiele um den dritten Platz. Mit Italien-Rückkehrer Łukasz Koszarek und dem deutsch-polnischen Youngster David Brembly gewann Trefl in der folgenden Saison mit dem Pokalwettbewerb 2012 seinen ersten Titel nach der Wiedergründung und holte sich auch den ersten Platz der regulären Saison, in der Lokalrivale und Serienmeister Asseco Prokom in der VTB United League spielte. In der Finalserie um die Meisterschaft trafen das ehemalige Sopoter Team und die neue Mannschaft um Dylewicz aufeinander, doch Asseco Prokom konnte sich noch einmal in sieben Spielen durchsetzen und den Titel zum neunten Mal in Folge verteidigen. Ohne Koszarek, der zunächst zu Asseco Prokom und dann zu Stelmet Zielona Góra gewechselt war, erreichte Trefl auf dem zweiten Platz die Play-offs um die Meisterschaft, doch in diesen schied man in der ersten Runde gegen AZS Koszalin aus.
Für die Saison 2013/14 wechselte Dylewicz auch nach Niederschlesien an die deutsche Grenze zu PGE Turów aus Zgorzelec. In einer Neuauflage der Vorjahresfinalserie konnte die Mannschaft den Titelverteidiger und regionalen Rivalen Stelmet Zielona Góra bezwingen und nach fünf Vizemeisterschaften in sieben Jahren den ersten polnischen Meisterschaftstitel gewinnen. Dylewicz wurde wie 2008 als MVP der Play-off-Finalserie ausgezeichnet.